# St. Maria (Isny im Allgäu)

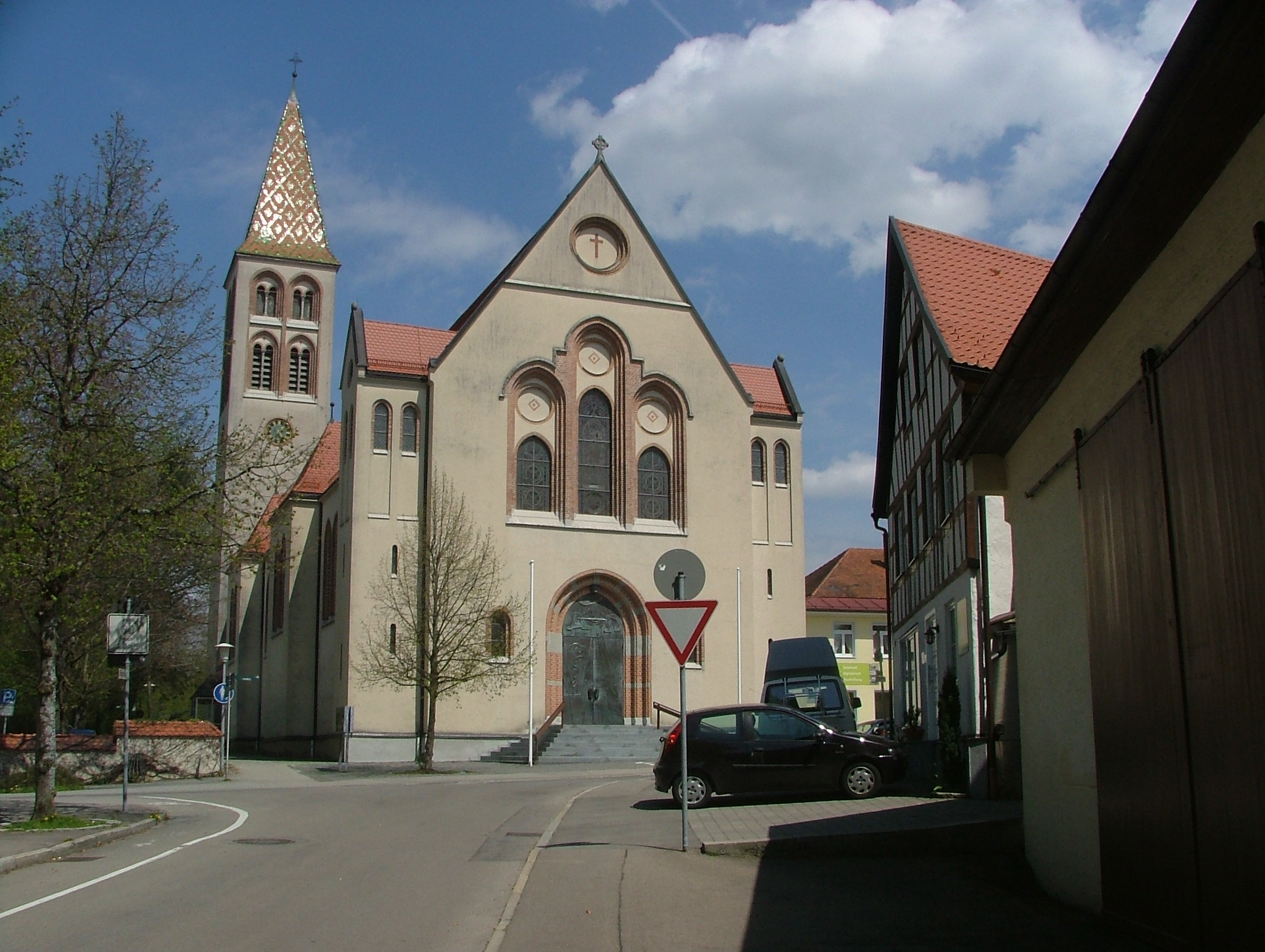
Römisch-katholische Stadtpfarrkirche St. Maria

Die römisch-katholische Stadtpfarrkirche St. Maria in der württembergischen Stadt Isny im Allgäu, Landkreis Ravensburg, ist die Kirche der Ende des 19. Jahrhunderts neu gegründeten katholischen Pfarrei Isny (Kemptener Straße 5). Bis 1803 gab es in der Reichsstadt Isny selbst nur protestantische Bürger. Der Bau der Kirche und die Gründung einer eigenen städtischen Pfarrei machten deutlich, dass bis zum Ende des 19. Jahrhunderts viele Katholiken in diese Grenzstadt zu Bayern zugezogen waren.

## Geschichte
Zwischen dem Kloster St. Georg und der reichsfreien Stadt war es im Spätmittelalter öfters zu Streitigkeiten gekommen. Deswegen fand der Gedanke der Reformation in Isny schnell Verbreitung. Bereits 1529 nahm Isny in Speyer an der Protestaktion der evangelischen Stände teil und wurde dadurch zu einem Zentrum der Reformation im Allgäu. 1531 trat Isny dem Schmalkaldischen Bund bei und 1555 wurde die Nikolaikirche endgültig der Stadt und damit dem protestantischen Gottesdienst übergeben.
Das Kloster selbst blieb jedoch bis 1803 katholisch. Dadurch kam es über die Jahrhunderte immer wieder zu Auseinandersetzungen zwischen Protestanten und Katholiken. Erst der Westfälische Frieden sorgte 1648 für eine klare Trennung: Protestanten „intra muros“ und Katholiken „extra muros“. Dem katholischen Kloster gehörten z. B. zwei Mühlen in der Stadt sowie die ländlich und von Handwerkern (besonders Webern) geprägte Siedlung auf der „Viehweid“, die Anfang des 19. Jahrhunderts zur eigenständigen Kommune „Isny-Vorstadt“ wurde und sich erst 1911 mit der Stadt Isny zusammenschloss.
Seit 1803 konnten wieder Katholiken auf dem Gebiet der ehemaligen protestantischen Reichsstadt wohnen. Für diese wurde nun die ehemalige Klosterkirche St. Georg wieder zur Pfarrkirche. In den Folgejahren kam es zunehmend zu Spannungen zwischen den alteingesessenen Katholiken der ehemaligen Klosterpfarrei und den „Stadtkatholiken“. Deswegen wurde 1888 die zweite Stadtpfarrei St. Maria auf dem Gebiet der ehemaligen Reichsstadt errichtet. Zur Kirchengemeinde St. Georg gehörten nunmehr wieder nur die alten Pfarrgebiete aus der Zeit des Klosters. Somit wurde das einige Jahre später entstehende Bauwerk von St. Maria ein wichtiges Zeugnis für diese neue katholische Gemeinde. Ein Platz wurde östlich der Altstadt außerhalb der Stadtmauer gefunden, so dass sie an der Kemptener Straße in Solitärlage platziert werden konnte.
1902/03 wurde St. Maria nach Plänen des Stuttgarter Architekten Joseph Cades in teils neoromanischem, teils neogotischem Stil durch den Isnyer Werkmeister Burger erbaut. Die Trennung der Pfarreien wurde mit der Weihe der Kirche St. Maria im Jahr 1903 endgültig vollzogen. Eine Innenrenovierung erfolgte 1959, und im Jahr 1962 wurde die Fassade renoviert. 1985 gab es eine erneute Instandsetzung des Inneren sowie 2004 eine Fassadensanierung.
1981 schlossen sich die beiden Kirchengemeinden St. Georg mit Neutrauchburg und St. Maria zur Gesamtkirchengemeinde Isny zusammen und werden seit 1982 wieder von einem Pfarrer geleitet.

## Äußeres
Die katholische Stadtpfarrkirche ist ein massiv gemauertes und verputztes Bauwerk, eine dreischiffige Hallenkirche mit Kreuzrippengewölben, Polygonalchor und Chorseitenturm. Das Langhaus ist mit einem Satteldach versehen, der Turm schließt mit einem Pyramidendach ab. Die Fassaden sind durch backsteinsichtige Öffnungsgewände akzentuiert. Das Stilgemisch zwischen Neogotik und Neoromanik ist typisch für diese Historismus-Epoche der späten Kaiserzeit in Deutschland.

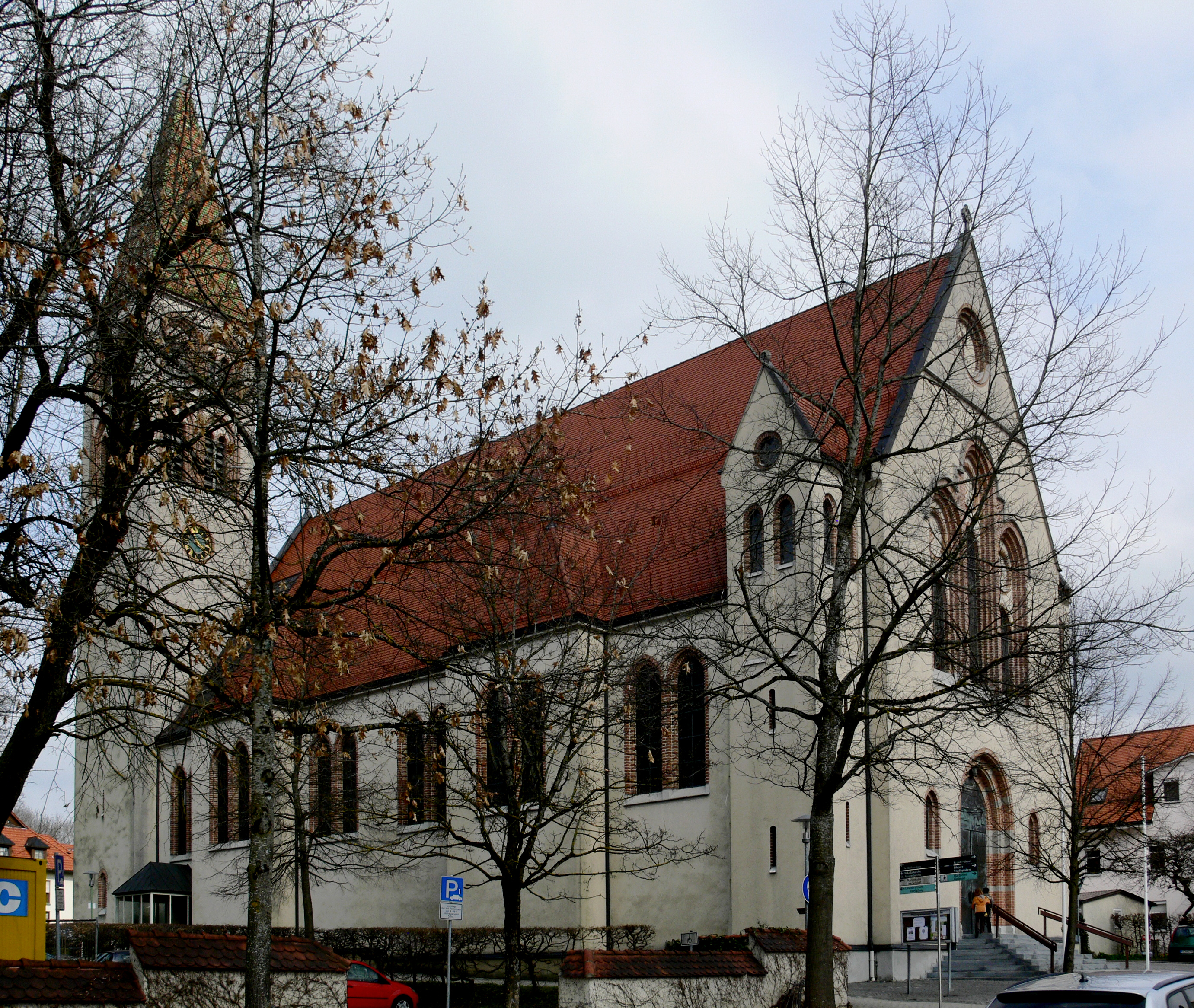
Das Langhaus von Westen
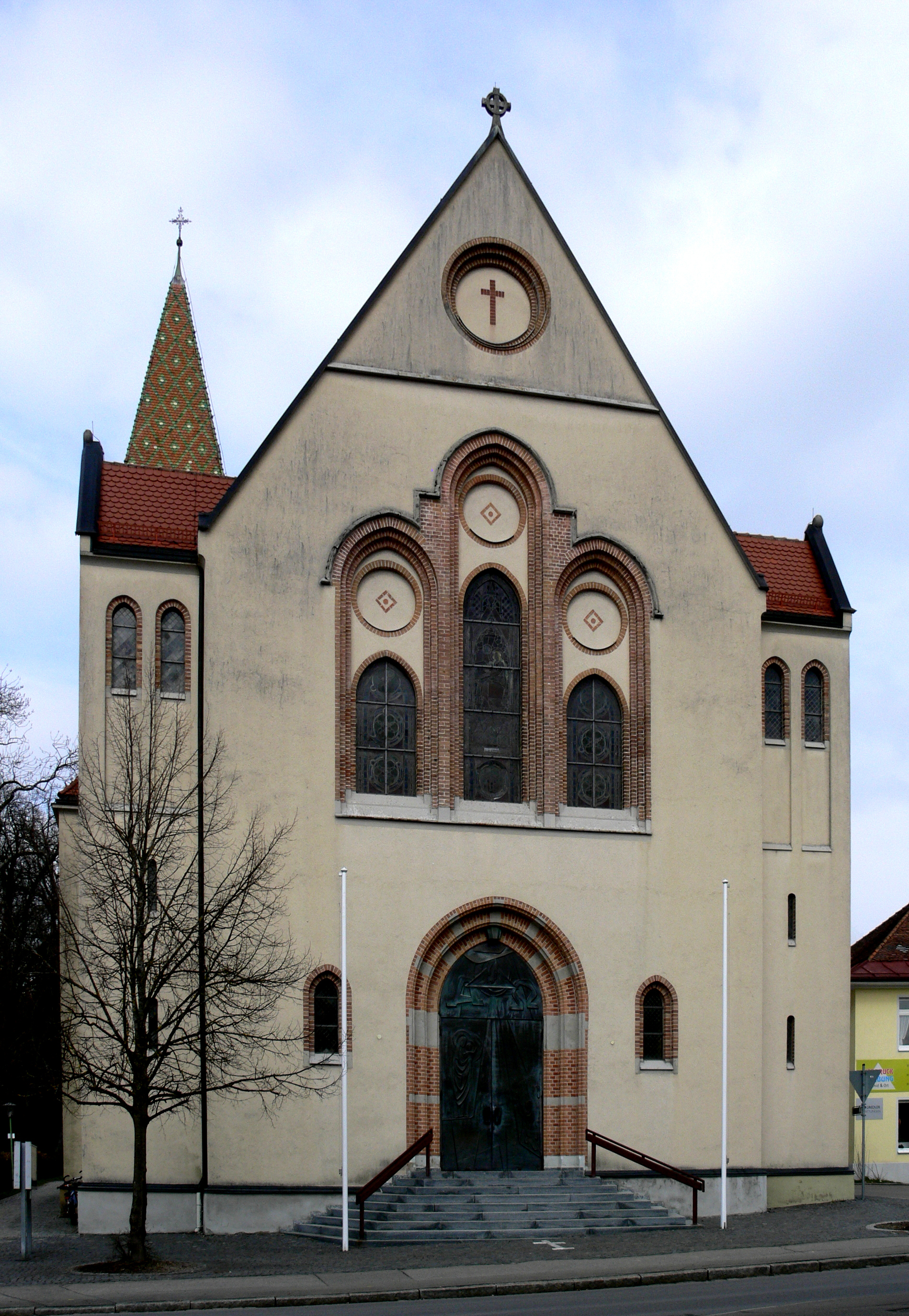
Die Giebelseite mit Hauptportal
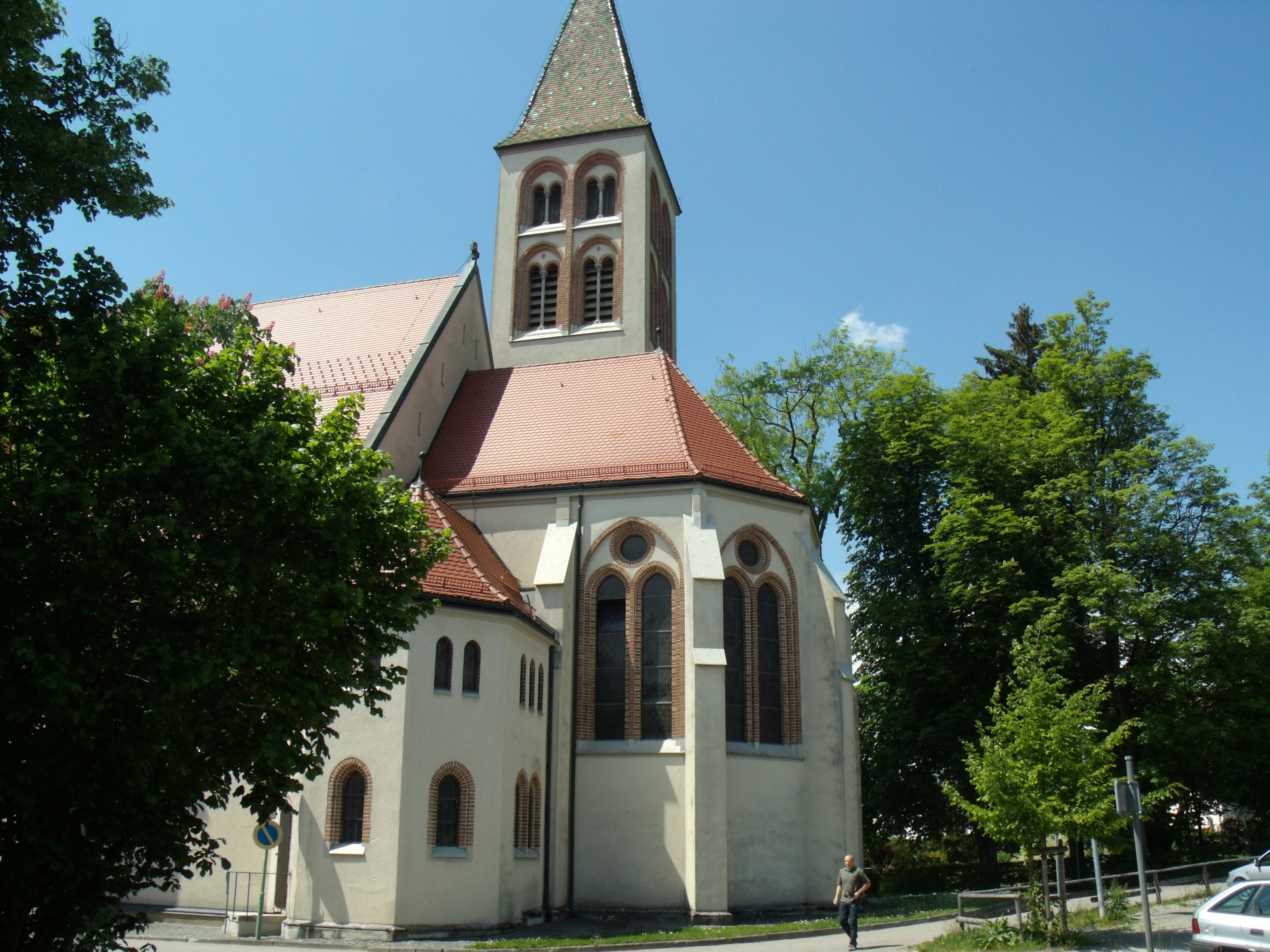
Choranbau in gotischer Manier

## Inneres
Der Innenraum ist typisch neogotisch, wirkt aber nicht so hochstrebend, wie es in dem alten gotischen Kirchen der Fall ist. Das Mittelschiff hat eher Hallencharakter. Denn da sich zwischen den Pfeilern Rundbögen spannen, wirkt der Bau wie eine spätromanische Basilika. Allerdings gibt es keine durchgehenden Seitenschiffe. Sie sind für jedes Joch jeweils wie eine Art Kapelle gestaltet, allerdings mit spitzbogigen Durchgängen untereinander.

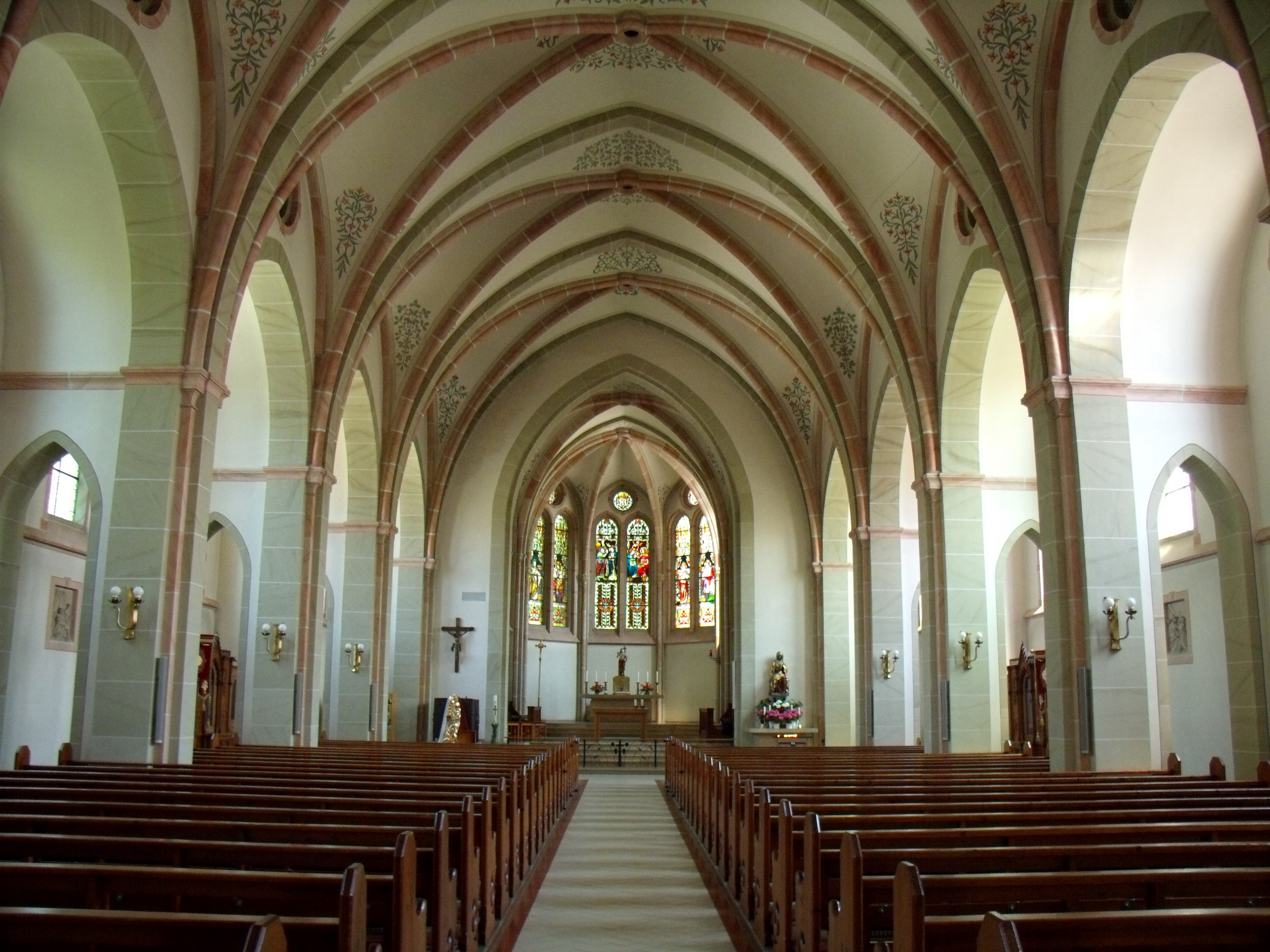
Neogotischer Innenraum
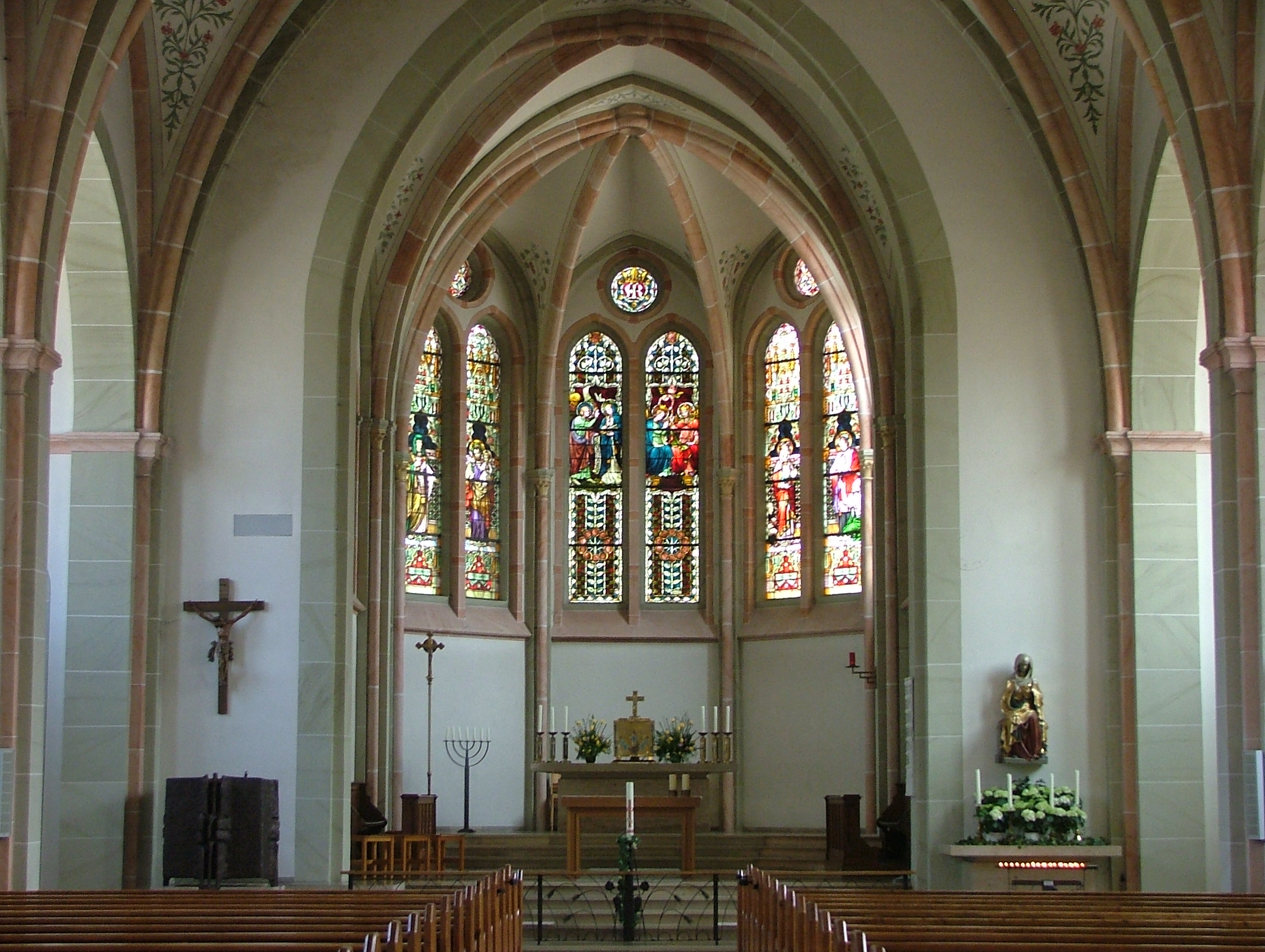
Blick auf den Chor
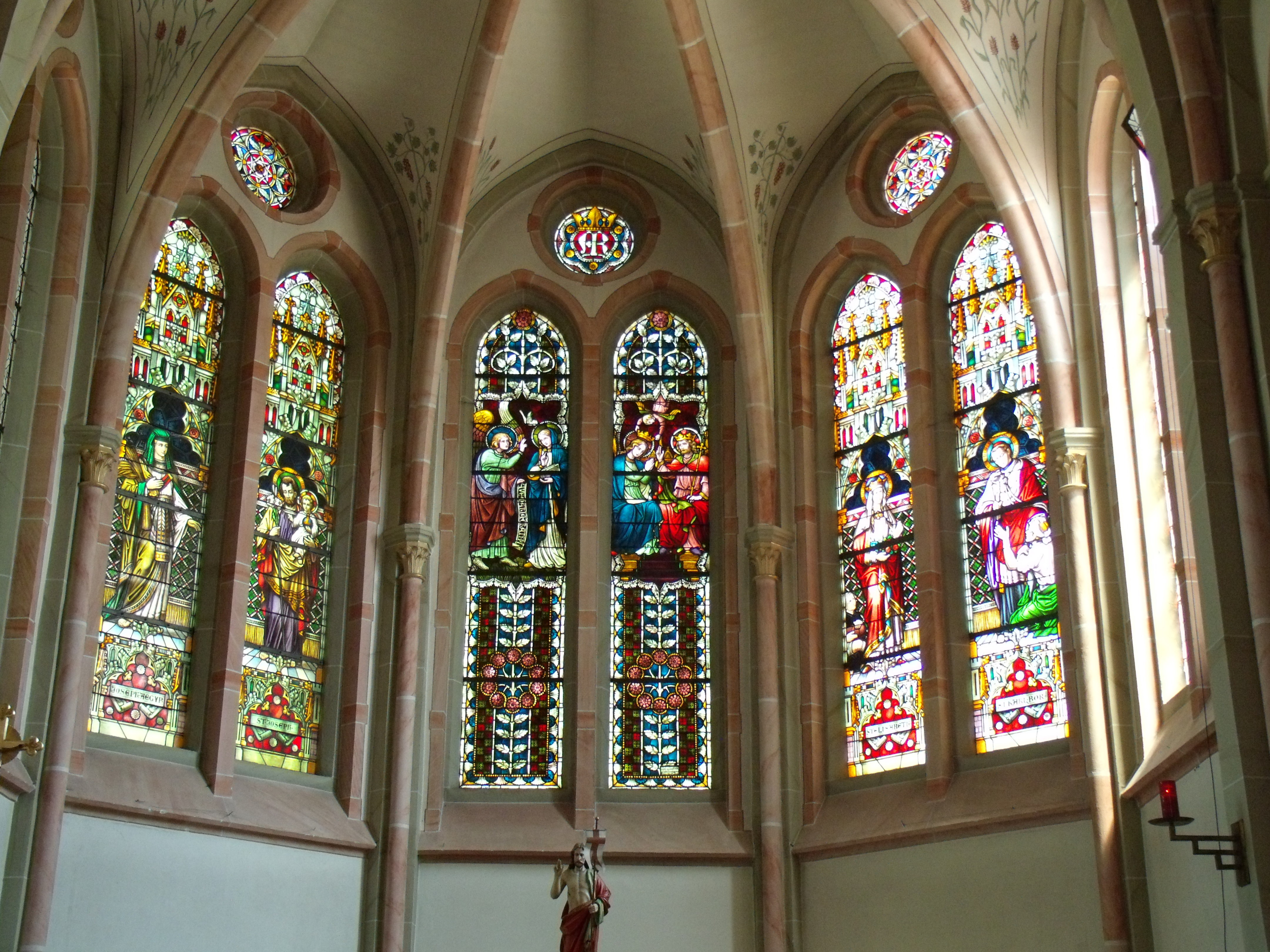
Glasfenster im Chor
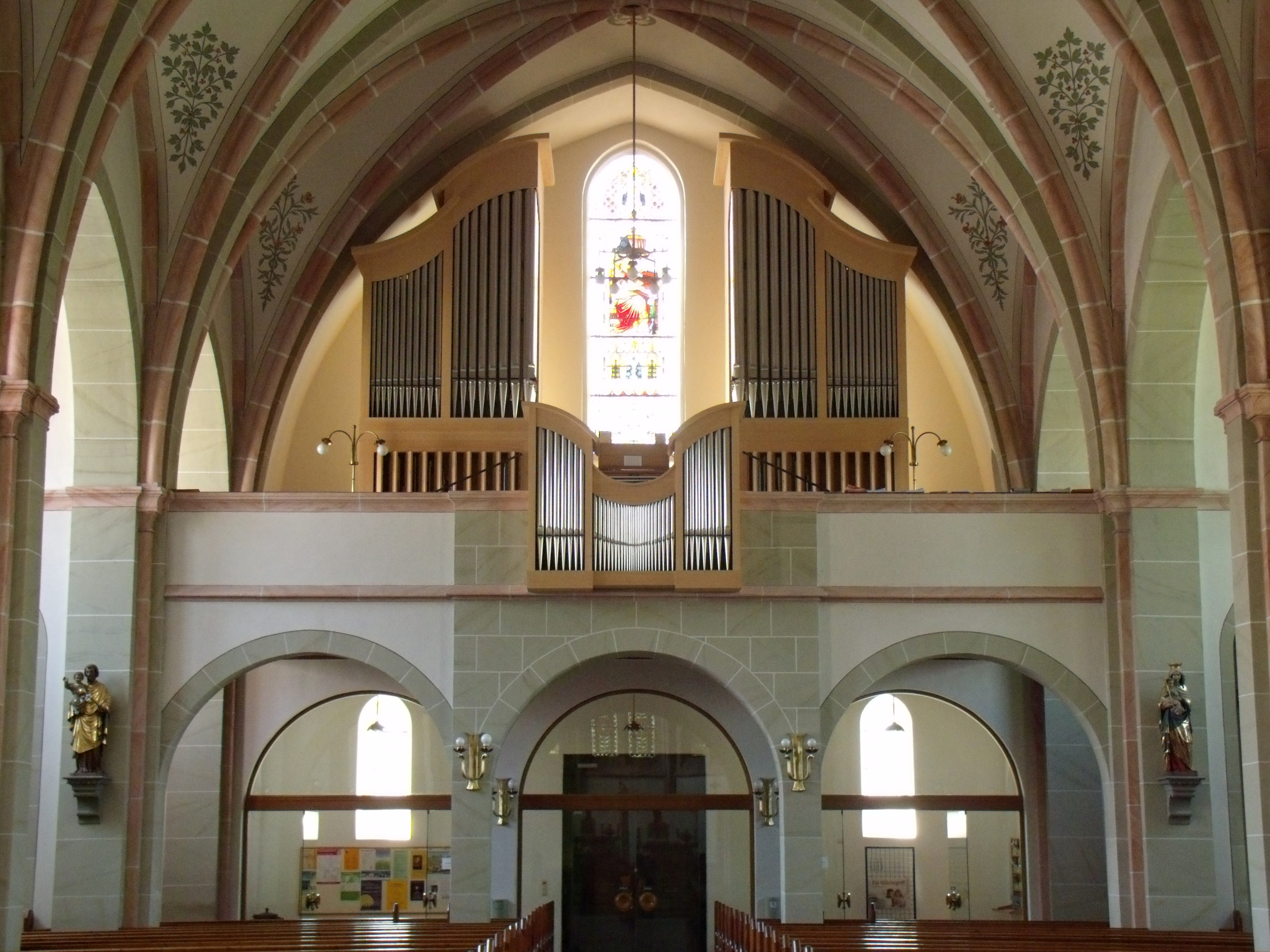
Orgelempore
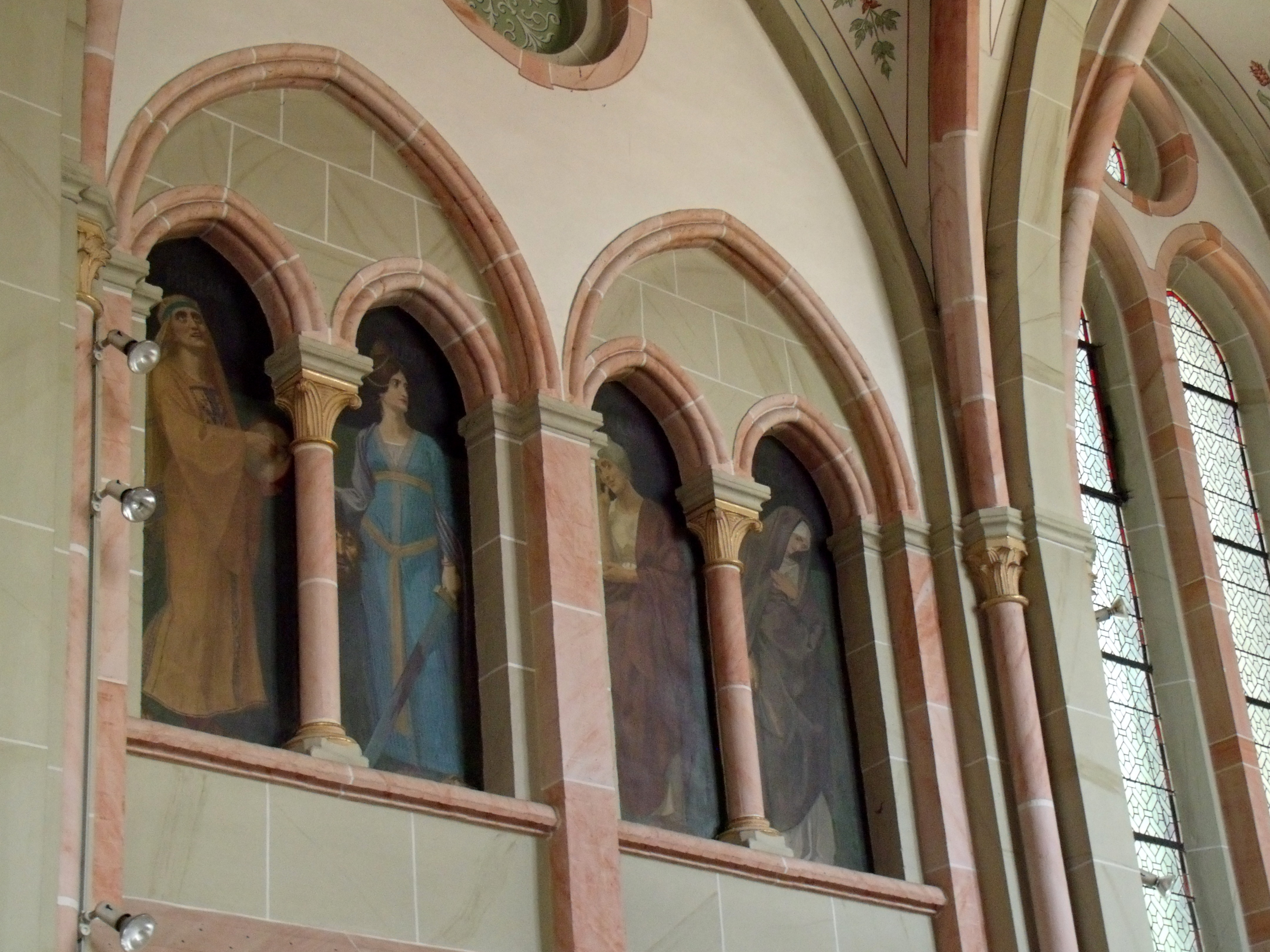
Frauenbilder im Chor im Nazarenerstil

## Ausstattung
Die Ausstattung des Chores mit Glasfenstern nimmt die Intentionen der Gotik auf, aber im Stil des beginnenden 20. Jahrhunderts. Auch die Bilder der starken oder heiligen Frauen im Chor sind in der typischen Manier der damaligen Zeit gemalt.

### Kirchengestühl
Das mittelbraune schlicht gehaltene Gestühl passt zu den farbig gehaltenen Rippen des Gewölbes und zur dekorativen Malerei zwischen den Rippen.

## Orgel

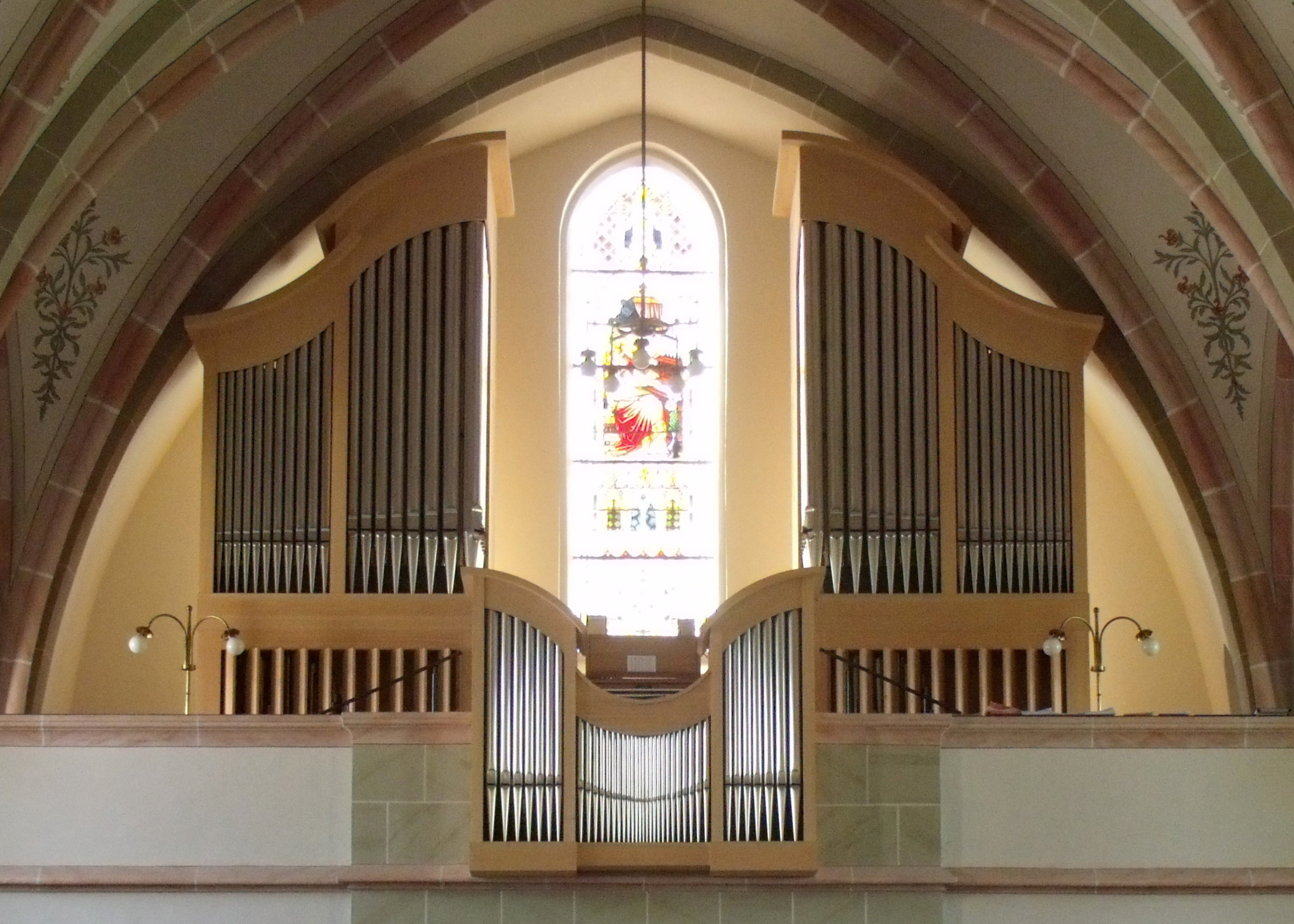
Die Maier-Orgel in der Marienkirche

Sechs Jahre nach ihrer Einweihung erhielt die Marienkirche ihre erste Orgel. Sie stammte aus der Werkstatt der Gebrüder Späth in Ennetach (Opus 172). Am 7. Juli 1909 fand die feierliche Orgelweihe mit anschließendem Kirchenkonzert statt.
Fast einhundert Jahre später musste die Späth-Orgel ersetzt werden. Da keinerlei Zuschüsse gewährt wurden, brauchte die katholische Kirchengemeinde einige Jahrzehnte, bis die Mittel zur Finanzierung der 350.000 Euro teuren neuen Orgel vorhanden waren. Veranstaltungsreihen wie der Isnyer Orgelherbst und Musik und Meditation in der Vorweihnachtszeit brachten regelmäßig Spenden ein. Auch der in Isny wohnende Journalist und Musikliebhaber Gerhard Konzelmann unterstützte das Vorhaben durch Benefizvorträge.
Die neue Orgel stammt als Opus 51 von der Orgelbaufirma Josef Maier in Hergensweiler. Beim Neubau wurden einige gut erhaltene Register der Späth-Orgel, beispielsweise das Register Oboe, weiterverwendet. Das Instrument mit 33 Registern auf drei Manualen und Pedal wurde am 6. März 2005 eingeweiht. Der Orgelprospekt wurde in seinem Aufbau an die Fenster des Westgiebels angepasst. Das mittlere Glasfenster kommt jetzt voll zur Wirkung, da die zwei Flügel des Prospekts links und rechts des Mittelfensters platziert sind und das Rückpositiv den Lichteinfall in den Kirchenraum ungehindert ermöglicht. Das Instrument hat folgende Disposition:
| I Rückpositiv C–g3 |              |       |
| 1.                 | Rohrflöte    | 8′    |
| 2.                 | Salicional   | 8′    |
| 3.                 | Praestant    | 4′    |
| 4.                 | Traversflöte | 4′    |
| 5.                 | Superoctav   | 2′    |
| 6.                 | Quinte       | 1 ⁄3′ |
| 7.                 | Dulcian      | 8′    |

| II Hauptwerk C–g3 |                 |        |
| 8.                | Bordun          | 16′    |
| 9.                | Principal       | 8′     |
| 10.               | Stillgedackt    | 8′     |
| 11.               | Flöt harmonique | 8′     |
| 12.               | Viola da Gamba  | 8′     |
| 13.               | Voce umana      | 8′     |
| 14.               | Oktav           | 4′     |
| 15.               | Nasard          | 2 ⁄3′  |
| 16.               | Doublette       | 2′     |
| 17.               | Terz            | 1 3⁄5′ |
| 18.               | Mixtur IV       | 2′     |
| 19.               | Trompete        | 8′     |

| III Récit expressif C–g3 |               |    |
| 20.                      | Holzflöte     | 8′ |
| 21.                      | Quintatön     | 8′ |
| 22.                      | Gambe         | 8′ |
| 23.                      | Vox coelestis | 8′ |
| 24.                      | Fugara        | 4′ |
| 25.                      | Piccolo       | 2′ |
| 26.                      | Tromp. Harm.  | 8′ |
| 27.                      | Oboe          | 8′ |

| Pedal C–f1 |              |     |
| 28.        | Subbaß       | 32′ |
| 29.        | Prinzipalbaß | 16′ |
| 30.        | Bordun       | 16′ |
| 31.        | Oktavbaß     | 8′  |
| 32.        | Bordun       | 8′  |
| 33.        | Posaune      | 16′ |

- Koppeln: I/II III/I III/II, I/P, II/P, III/P

Suboktavkoppel: III/III,  III/II,  III/I
- Spielhilfen: Setzeranlage

## Glocken
Ursprünglich waren in der Marienkirche fünf Glocken vorhanden, von denen vier im Ersten Weltkrieg als sogenanntes „Kriegsopfer“ abgegeben werden mussten, um für die Rüstungsindustrie eingeschmolzen zu werden. Nur die größte Glocke durfte als Läuteglocke in der Kirche verbleiben. Pfarrer Fink hielt eine Abschiedsmesse für die Glocken und hielt eine „Glockenpredigt“, die er auch veröffentlichte. Die Glocken wurden am 29. Juli 1917 durch die Glockengießerei Wolfart abgenommen, mit Trauerflor verziert und unter dem Geläute der einzigen verbliebenen Glocke zum Bahnhof überführt.

## Kulturdenkmal
An der Erhaltung des Gebäudes besteht aus wissenschaftlichen Gründen ein öffentliches Interesse. Es ist nach § 2 des Denkmalschutzgesetzes von Baden-Württemberg als Kulturdenkmal geschützt.